# Vendsyssel-Thy
L'isola di Vendsyssel-Thy o Nørrejyske Ø è la parte più settentrionale della Danimarca. Il Limfjorden la separa a sud dalla penisola dello Jutland. 
Ha una superficie di 4685,73 km² e una popolazione di 296 596 abitanti (dato del 01/01/2024), per estensione è la seconda isola più grande della Danimarca dopo quella di Sjælland (esclusa la Groenlandia).

L'isola si è costituita come tale solo in seguito all'inondazione del febbraio 1825, la quale eliminò l'istmo di terra di Agger Tange che nell'estremo occidentale dell'odierna isola collegava la regione di Thy con lo Jutland.
Viene più spesso identificata con le tre regioni geografiche e storiche che la compongono, Thy, Han Herred e Vendsyssel.

## Geografia
Da un punto di vista amministrativo l'isola fa quasi interamente parte della regione dello Jutland Settentrionale insieme alle vicine isole di Morsø, Læsø, Hirsholmene, Livø e alla regione geografica di Himmerland situata a sud del fiordo.
La propaggine meridionale dell'area di Thy (la penisola di Thyholm) fa parte della regione dello Jutland Centrale. 
Il punto più elevato dell'isola è il Knøsen (136 m s.l.m.) situato a nord della località di Dronninglund a fianco di un altro rilievo di altitudine simile e chiamato Knaghøj. Entrambi fanno parte di una dorsale, lo Jyske Ås, una morena terminale che si estende per 25 km da Dronninglund fino ad Østervrå e che presenta altri rilievi che superano i 100 m di altitudine. 
L'isola comprende tre territori:
- Vendsyssel, la parte più grande costituisce l'estremo settentrionale dell'isola, i principali centri abitati sono: Hjørring, Frederikshavn, Skagen, Brønderslev, Sæby, Hirtshals, Løkken e Nørresundby

- Thy, la parte più occidentale dell'isola, in questa zona nel 2007 è stato costituito il primo parco nazionale della Danimarca, il Parco nazionale Thy che comprende gran parte della costa occidentale dell'isola. I principali centri abitati di questa zona sono: Thisted, Hanstholm, Hurup, Hvidbjerg

- Han Herred o Hanherred, che comprende la parte centrale dell'isola, meno popolosa delle altre, i centri abitati sono: Fjerritslev, Brovst.

## Trasporti
L'isola è collegata allo Jutland da diversi ponti, collegamenti via nave ed un tunnel autostradale (Limfjordtunnel). Il porto principale dell'isola è Frederikshavn situato sullo stretto del Kattegat di fronte alla città svedese di Göteborg.

## Monumenti e luoghi d'interesse
Sull'estremo settentrionale dell'isola, dove si incontrano Skagerrak e Kattegat, si trova la cittadina di Skagen le cui spiagge sabbiose, dune mobili e la caratteristica luce hanno ispirato i pittori della scuola di Skagen alla fine del XIX secolo.
- Aggersborg
- Castello di Voergaard
- Chiesa di Råbjerg